# ألان براون (لاعب كرة قدم أيرلندي)
ألان براون (بالإنجليزية: Alan Browne)‏ (15 أبريل 1995 في جمهورية أيرلندا - ) هو لاعب كرة قدم أيرلندي في مركز الوسط. شارك مع منتخب جمهورية أيرلندا تحت 20 سنة لكرة القدم ومنتخب جمهورية أيرلندا تحت 21 سنة لكرة القدم. أما مع النوادي، فقد لعب مع بريستون نورث إيند ونادي كورك سيتي.

## وصلات خارجية
- ألان براون على موقع الاتحاد الدولي (مؤرشف)  (الإنجليزية)
- ألان براون على موقع الاتحاد الأوربي (الإنجليزية)
- ألان براون على موقع قاعدة بيانات كرة القدم.إي يو (الإنجليزية)
- ألان براون على موقع ناشيونال فوتبول تيمز (الإنجليزية)
- ألان براون على موقع Soccerbase.com (لاعب) (الإنجليزية)
- ألان براون على موقع Soccerway.com (الإنجليزية)

قالب:تشكيلة بريستون نورث ايند